# 垦东办事处
垦东办事处，是中华人民共和国山東省东营市垦利区下辖的一个类似乡级单位。

## 行政区划
垦东办事处下辖以下地区：
垦东虚拟社区。